# Copa da República Democrática do Congo de Futebol
A Coupe du Congo de football é o principal torneio eliminatório do futebol masculino de República Democrática do Congo.

## História
A Copa da República Democrática do Congo é um competição de futebol jogado anualmemte entre os clubes congoleses e é organizado pela Federação de Futebol do Congo (Fecofa), desde a sua criação em 1961 .
O vencedor da Taça do Congo representa, juntamente com o terceiro colocado do campeonato congolês (Linafoot), a República Democrática do Congo na Taça das Confederações da CAF, organizada pela Confederação Africana de Futebol, CAF.
O DC Motema Pembe de Kinshasa, é o maior campeão com 13 conquistas.

## Campeões
| Ano         | Campeão              | Resultado   | Vice-Campeão      |             |             |
| Década 1960 | Década 1960          | Década 1960 | Década 1960       | Década 1960 | Década 1960 |
| ----------- | -------------------- | ----------- | ----------------- | ----------- | ----------- |
| 1961        | Saint-Éloi Lupopo    | 5-1         | AS Vita Club      |             |             |
| 1962        | Competição cancelada |             |                   |             |             |
| 1963        | Competição cancelada |             |                   |             |             |
| 1964        | DC Motema Pembe      |             |                   |             |             |
| 1965        | AS Dragons           |             |                   |             |             |
| 1966        | TP Mazembe           |             |                   |             |             |
| 1967        | TP Mazembe           |             |                   |             |             |
| 1968        | Saint-Éloi Lupopo    |             |                   |             |             |
| 1969        | Competição cancelada |             |                   |             |             |
| Década 1970 |                      |             |                   |             |             |
| 1970        | Competição cancelada |             |                   |             |             |
| 1971        | AS Vita Club         |             |                   |             |             |
| 1972        | AS Vita Club         |             |                   |             |             |
| 1973        | AS Vita Club         |             |                   |             |             |
| 1974        | DC Motema Pembe      |             |                   |             |             |
| 1975        | AS Vita Club         |             |                   |             |             |
| 1976        | TP Mazembe           |             |                   |             |             |
| 1977        | AS Vita Club         |             |                   |             |             |
| 1978        | DC Motema Pembe      |             |                   |             |             |
| 1979        | TP Mazembe           |             |                   |             |             |
| Década 1980 |                      |             |                   |             |             |
| 1980        | FC Lubumbashi Sport  |             |                   |             |             |
| 1981        | AS Vita Club         |             |                   |             |             |
| 1982        | AS Vita Club         |             |                   |             |             |
| 1983        | AS Vita Club         |             |                   |             |             |
| 1984        | DC Motema Pembe      | (1-2/1-0)   | AS Vita Club      |             |             |
| 1985        | DC Motema Pembe      | (1-3/2-0)   | AS Dragons        |             |             |
| 1986        | AS Kalamu            |             |                   |             |             |
| 1987        | AS Kalamu            |             |                   |             |             |
| 1988        | AS Kalamu            |             |                   |             |             |
| 1989        | AS Kalamu            |             |                   |             |             |
| Década 1990 |                      |             |                   |             |             |
| 1990        | DC Motema Pembe      |             |                   |             |             |
| 1991        | DC Motema Pembe      |             |                   |             |             |
| 1992        | US Bilombe           |             |                   |             |             |
| 1993        | DC Motema Pembe      |             |                   |             |             |
| 1994        | DC Motema Pembe      | 2-0         | AS Bantous        |             |             |
| 1995        | AC Sodigraf          | 4-0         | OC Mbongo Sports  |             |             |
| 1996        | AS Dragons           |             |                   |             |             |
| 1997        | AS Dragons           | 2-1         | AS Vita Club      |             |             |
| 1998        | AS Dragons           | 1-0         | AS Sucrière       |             |             |
| 1999        | AS Dragons           | 3-2 (pro)   | AS Paulino        |             |             |
| Década 2000 |                      |             |                   |             |             |
| 2000        | TP Mazembe           | 2-0         | AS Saint-Luc      |             |             |
| 2001        | AS Vita Club         | 3-0         | AS Veti Club      |             |             |
| 2002        | US Kenya             | 2-1         | SM Sanga Balende  |             |             |
| 2003        | DC Motema Pembe      | 2-0         | TP Mazembe        |             |             |
| 2004        | SC Cilu              | 1-0         | AS Saint-Luc      |             |             |
| 2005        | AS Vita Kabasha      | 1-1(4-2)    | SC Cilu           |             |             |
| 2006        | DC Motema Pembe      | 4-1         | AS Dragons        |             |             |
| 2007        | Maniema Union        | 2-1         | Saint-Éloi Lupopo |             |             |
| 2008        | Bukavu Dawa          | 2-0         | DC Virunga        |             |             |
| 2009        | Motema Pembe         | 0-0(5-4)    | AS Dragons        |             |             |
| Década 2010 |                      |             |                   |             |             |
| 2010        | Motema Pembe         | 3-0         | AS Ndoki a Ndombe |             |             |
| 2011        | Tshinkunku           | 1-1(4-3)    | Veti              |             |             |
| 2012        | Don Bosco            | 4-0         | Veti              |             |             |
| 2013        | Etanchéité           | 1-0         | AS Vutuka         |             |             |
| 2014        | Etanchéité           | 1-0         | St-Éloi Lupopo    |             |             |
| 2015        | St-Éloi Lupopo       | 1-0         | Katumbi FA        |             |             |
| 2016        | Renaissance          | 2-0         | Don Bosco         |             |             |
| 2017        | Maniema Union        | 1-1(4-1)    | St-Éloi Lupopo    |             |             |
| 2018        | Nyuki                | 2-1         | JS Kinshasa       |             |             |
| 2019        | Maniema Union        | 1-1(5-4 p)  | Renaissance       |             |             |
| Década 2020 |                      |             |                   |             |             |
| 2020        |                      |             |                   |             |             |
| 2021        | Motema Pembe         | 1-0         | Sanga Balende     |             |             |

## Desempenho por clubes
| Clube           | Cidade     | Numeross de titúlos | Temporadas                                                                    |
| --------------- | ---------- | ------------------- | ----------------------------------------------------------------------------- |
| Motema Pembe    | Kinshasa   | 13                  | 1964, 1974, 1978, 1984, 1985, 1990, 1991, 1993, 1994, 2003, 2006, 2009, 2010. |
| Vita            | Kinshasa   | 9                   | 1971, 1972, 1973, 1975, 1977, 1981, 1982, 1983, 2001.                         |
| Mazembe         | Lubumbashi | 5                   | 1966, 1967, 1976, 1979, 2000.                                                 |
| Dragons         | Kinshasa   | 5                   | 1965, 1996, 1997, 1998, 1999                                                  |
| Kalamu          | Kinshasa   | 4                   | 1986, 1987, 1988, 1989                                                        |
| Maniema Union   | Kindu      | 3                   | 2007, 2017, 2019.                                                             |
| St. Éloi Lupopo | Lubumbashi | 3                   | 1961, 1968, 2015                                                              |
| Tshinkunku      | Kananga    | 2                   | 1985, 2011                                                                    |
| Etanchéité      | Kinshasa   | 2                   | 2013, 2014                                                                    |
| Don Bosco       | Lubumbashi | 1                   | 2012                                                                          |
| Bukavu Dawa     | Bukavu     | 1                   | 2008                                                                          |
| Kabasha         | Goma       | 1                   | 2005                                                                          |
| Cilu            | Lukala     | 1                   | 2004                                                                          |
| Kenya           | Lubumbashi | 1                   | 2002                                                                          |
| Sodigraf        | Kinshasa   | 1                   | 1995                                                                          |
| Bilombe         | Bukavu     | 1                   | 1992                                                                          |
| Lubumbashi      | Lubumbashi | 1                   | 1980                                                                          |
| Renaissance     | Kinshasa   | 1                   | 2016                                                                          |
| Nyuki           | Butembo    | 1                   | 2018                                                                          |

## Desempenho por cidades
| Cidade     | Clube(s)                                                                                            | Guantidades |
| ---------- | --------------------------------------------------------------------------------------------------- | ----------- |
| Kinshasa   | DC Motema Pembe, AS Vita Club, AS Dragons, AS Kaluma, FC MK Etanchéité, FC Renaissance, AC Sodigraf | 35          |
| Lubumbashi | TP Mazembe, FC Saint-Éloi Lupopo, Lubumbashi sport, US kenya, CS Don Bosco                          | 11          |
| Kananga    | US Tshinkunku                                                                                       | 2           |
| kindu      | AS Maniema Union                                                                                    | 2           |
| Bukavu     | OC Bukavu Dawa,US Bilombe                                                                           | 2           |
| Goma       | AS Kabasha                                                                                          | 1           |
| Lukala     | SC Cilu                                                                                             | 1           |